# Гај Цезар
Гај Јулије Цезар (лат. Gaius Iulius Caesar) био је члан Јулијевско-клаудијевске династије. Најстарији син римског војсковође Марка Випсанија Агрипе и Августове једине ћерке, Јулије Старије.
Након што га је цар Август усвојио као свог сина, Гај је био један од његових наследника, уз свог брата Луција Цезара.

## Биографија

### Породица
Гај је био најстарији син из брака генерала Агрипе и Августове ћерке Јулије Старије. Његова млађа браћа били су Луције Цезар и Агрипа Постум, а сестре Јулија Млађа и Агрипина Старија.
Гај није припадао Јулијевцима, али је преко своје мајке, Јулије, био Авустов унук. Његова мајка Јулија, након кратког првог брака са Марком Клаудијем Марцелом (умро 23. п. н. е.), удала се за блиског пријатеља и савезника свог оца, Агрипу.
Агрипа је био више од двадесет година старији од Јулије али њихов брак био је успешан и произвео је петоро деце.
Будући да Август није имао мушке деце, окренуо се Гају и Луцију, својим унуцима. Њихов отац, Агрипа, такође је важио као кандидат да наследи Августа.

### Августов наследник
Гаја и његовог млађег брата Луција Август је усвојио већ 17. п. н. е. а затим их прогласио за своје наследнике. Римски плебс желео је да Гај постане конзул, упркос томе што је имао само четрнаест година и није био пунолетан по римском закону.
Постигнуто је компромисно решење па је Гају дозвољено да присуствује седницама сената и требало је да постане конзул када наврши двадесет година.
Агрипа је умро 12. п. н. е. па су Гај и његове сестре одгајани у Августовом дому.
Поневши почасну титулу првог међу омладином (лат. princeps iuventutis), Гај је симболично постао један од предводника коњичког сталежа (лат. equites).
Његовом брату, Луцију, додељене су исте почасти. Храмови и статуе подигнути су у њихову част.

### Смрт
Именован за заповедника римске војске на истоку, Гај је 1. п. н. е. закључио мировни споразум са краљем Парћана. Исте године оженио се Ливилом, ћерком Друза Старијег и Антоније Млађе. Гај и Ливила нису имали деце. Гај је постао конзул 1. године нове ере, заједно са Луцијем Емилијем Паулом, мужем своје сестре Јулије Млађе.
Већ следеће године умро је његов брат Луције. Две године касније, 4. н. е. Гај је умро од последица задобијене ране за време војног похода у Јерменији.
Након Гајеве смрти, Август је усвојио Агрипу Постума, као и Тиберија. Међутим, Агрипа Постум прогнан је из непознатих разлога, 9. године нове ере. Након Августове смрти 14. године, Агрипа Постум је убијен, вероватно по наређењу Тиберија или Ливије.
Гајеве сестре Агрипина Старија и Јулија Млађа нису преживеле Тиберијеву владавину. Син Агрипине Старије, Гај Калигула постао је цар 37. године, након Тиберијеве смрти, док је њена ћерка, Агрипина Млађа постала четврта жена цара Клаудија и мајка будућег цара Нерона.
Тацит помиње да је Августова жена Ливија била умешана у Гајеву смрт, будући да је њен син Тиберије његовом смрћу постао главни Августов наследник.
Међутим, многи историчару данас одбацују ове наводе као политички мотивисану клевету усмерену против Ливије и Тиберија.

## Породично стабло
|  |                             |  |  |  |  |  |  |  |  |  |  |  |  |  |  |  |
|  | 4. Луције Випсаније Агрипа  |  |  |  |  |  |  |  |  |  |  |  |  |  |  |  |
|  |                             |  |  |  |  |  |  |  |  |  |  |  |  |  |  |  |
|  |                             |  |  |  |  |  |  |  |  |  |  |  |  |  |  |  |
|  | 2. Марко Випсаније Агрипа   |  |  |  |  |  |  |  |  |  |  |  |  |  |  |  |
|  |                             |  |  |  |  |  |  |  |  |  |  |  |  |  |  |  |
|  |                             |  |  |  |  |  |  |  |  |  |  |  |  |  |  |  |
|  | 1. Гај Цезар                |  |  |  |  |  |  |  |  |  |  |  |  |  |  |  |
|  |                             |  |  |  |  |  |  |  |  |  |  |  |  |  |  |  |
|  |                             |  |  |  |  |  |  |  |  |  |  |  |  |  |  |  |
|  | 24. Гај Октавије            |  |  |  |  |  |  |  |  |  |  |  |  |  |  |  |
|  |                             |  |  |  |  |  |  |  |  |  |  |  |  |  |  |  |
|  |                             |  |  |  |  |  |  |  |  |  |  |  |  |  |  |  |
|  | 12. Гај Октавије            |  |  |  |  |  |  |  |  |  |  |  |  |  |  |  |
|  |                             |  |  |  |  |  |  |  |  |  |  |  |  |  |  |  |
|  |                             |  |  |  |  |  |  |  |  |  |  |  |  |  |  |  |
|  | 6. Октавијан Август         |  |  |  |  |  |  |  |  |  |  |  |  |  |  |  |
|  |                             |  |  |  |  |  |  |  |  |  |  |  |  |  |  |  |
|  |                             |  |  |  |  |  |  |  |  |  |  |  |  |  |  |  |
|  | 26. Марко Атије             |  |  |  |  |  |  |  |  |  |  |  |  |  |  |  |
|  |                             |  |  |  |  |  |  |  |  |  |  |  |  |  |  |  |
|  |                             |  |  |  |  |  |  |  |  |  |  |  |  |  |  |  |
|  | 13. Атија Балба Цезонија    |  |  |  |  |  |  |  |  |  |  |  |  |  |  |  |
|  |                             |  |  |  |  |  |  |  |  |  |  |  |  |  |  |  |
|  |                             |  |  |  |  |  |  |  |  |  |  |  |  |  |  |  |
|  | 27. Јулија Цесарис          |  |  |  |  |  |  |  |  |  |  |  |  |  |  |  |
|  |                             |  |  |  |  |  |  |  |  |  |  |  |  |  |  |  |
|  |                             |  |  |  |  |  |  |  |  |  |  |  |  |  |  |  |
|  | 3. Јулија Старија           |  |  |  |  |  |  |  |  |  |  |  |  |  |  |  |
|  |                             |  |  |  |  |  |  |  |  |  |  |  |  |  |  |  |
|  |                             |  |  |  |  |  |  |  |  |  |  |  |  |  |  |  |
|  | 14. Луције Скрибоније Либон |  |  |  |  |  |  |  |  |  |  |  |  |  |  |  |
|  |                             |  |  |  |  |  |  |  |  |  |  |  |  |  |  |  |
|  |                             |  |  |  |  |  |  |  |  |  |  |  |  |  |  |  |
|  | 7. Скрибонија               |  |  |  |  |  |  |  |  |  |  |  |  |  |  |  |
|  |                             |  |  |  |  |  |  |  |  |  |  |  |  |  |  |  |
|  |                             |  |  |  |  |  |  |  |  |  |  |  |  |  |  |  |
|  | 15. Сентија                 |  |  |  |  |  |  |  |  |  |  |  |  |  |  |  |
|  |                             |  |  |  |  |  |  |  |  |  |  |  |  |  |  |  |
|  |                             |  |  |  |  |  |  |  |  |  |  |  |  |  |  |  |